# 밴쿠버
밴쿠버(영어: Vancouver, /vænˈkuːvər/, 문화어: 방쿠버)는 캐나다의 브리티시컬럼비아주 남서부에 있는 도시이자 캐나다에서 토론토와 몬트리올을 잇는 세 번째로 큰 도시(광역도시권 기준)이다. 밴쿠버 시와 주변 10여개 조그만 도시들을 모아 메트로 밴쿠버라 부른다. 밴쿠버라는 지명은 18세기말에, 캐나다 서해안을 탐사했던 영국의 탐험가인 조지 밴쿠버(George Vancouver)에서 유래되었다. 12월에는 오전 8시경에 해가 뜬다.

## 역사
지금의 밴쿠버 지역에는 8000~10000년 전부터 사람이 살기 시작했다. 원래 밴쿠버는 인디언들이 살던 곳이었다. 18세기 말에 영국이 들어오면서 밴쿠버는 영국령이 되고, 그 후부터 밴쿠버는 영국인들과 인디언들이 같이 생활하게 되었다. 1865년 영국의 선장이자 사업가인 에드워드 스탬프가 제재소를 지으면서 정착이 시작되었다. 1867년에는 다른 항해가 존 데이턴이 그 근처에 러그세일 돗단배들을 위한 담화실을 지었다.
수 많은 중국인 거지들과 소작농들이 골드 러쉬에 강제 징용으로 파견되었기 때문에 차이나타운이 존재하며 중국계 이민자들이 많다. 재력이 있는 홍콩이나 중국인들은 소수이며 대다수가 중국인 소작농들이다. 1884년에 캐나다 패시픽 철도가 버라드 입구의 남부 기슭을 서부 터미널의 종점으로 선택하였다. 1886년 4월 6일 그랜빌의 제재업 지대를 밴쿠버 시에 합병하였을 무렵에 약 2,000명의 사람들이 살고 있었다. 2개월 후에 큰 화재가 일어나 많은 시가 지역이 파괴되었지만, 도시는 금방 재건되었다. 1887년에 첫 캐나다 패시픽 철도의 열차가 캐나다 동부로부터 밴쿠버에 도달하였다. 1891년에는 인구가 13,000명 이상이었다. 1901년에는 밴쿠버의 인구가 약 26,000명으로 늘어났다.
20세기 초반에 생긴 직업 기회가 밴쿠버를 캐나다의 빠르게 번영하는 도시로 만들었다. 연어 가공업과 목공업이 시작되었고, 중국, 일본, 영국, 미국 등지에서 온 이민들이 밴쿠버에 쏟아져 들어왔다. 1904년에는 그레이트 노던 철도가 밴쿠버와 시애틀, 그리고 미국의 다른 도시를 이었다. 1911년에는 밴쿠버에 100,000명 이상의 사람들이 살고 있었다.
1914년에 파나마 운하가 열리자, 밴쿠버 항구의 비즈니스를 늘였다. 파나마 운하는 캐나다 서부에서 북아메리카 동부와 유럽으로 목재, 생선, 곡물을 저렴한 비용으로 싣고 가는 데 적합한 항로였다. 1921년에는 인구가 117,000명 이상이었으며, 1931년에는 250,000명에 가까운 사람들이 살았다.
1930년대에 전 세계로 퍼져간 경제 대공황에 의하여, 밴쿠버는 큰 고통을 겪었다. 제2차 세계대전이 터지자, 도시의 조선업과 자원 공급업의 발달을 가져왔다. 전쟁 기간 중에는 캐나다 군의 방어 본부로 있었다. 전쟁이 끝나자, 도시의 웨스트 엔드 지역에는 큰 아파트, 다운타운의 낡은 지역에는 사무용 건물이 각각 건설되었다. 거주 지역 근처에는 많은 쇼핑 센터들이 생겨났다.
1960년대에 밴쿠버 항구는 캐나다와 일본간 무역의 중심지가 되었고, 1980년대에는 새로운 건물들이 생겼다.

1986년에는 세계 박람회를 (일명:엑스포 86) 개최 하였고, 2010년에 2010년 동계 올림픽을 개최하는등 국제적인 도시로 성장하였다.

## 경제
포트 메트로 밴쿠버는 캐나다에서 가장 바쁜 항구이며, 매년마다 100만 톤의 화물을 다루고 있다. 이 항구는 캐나다와 아시아 사이의 무역에 큰 기여를 하고 있다. 밴쿠버는 또한 캐나다 서부의 도매, 소매의 중심지이며, 다른 서부 지역들보다 더 많은 금융기관들이 자리 잡고 있다. 많은 스키장들이 관광객들을 끌어들인다. 석유와 석탄 제품과 제지 등의 공업이 발달하였다.

### 교통
밴쿠버는 2개의 캐나다 철도 - 캐나다 내셔널 철도와 캐나다 태평양 철도의 서부 터미널로 봉사하고 있다. 여객 철도인 비아 레일 캐나다는 밴쿠버와 다른 브리티시컬럼비아의 지역, 캐나다 동부를 잇고 있다. 미국 정부에 의하여 투자된 암트랙은 밴쿠버와 미국의 도시들을 잇는 편이다. 시내 교통으로는 주정부에서 운영하는 버스와 지하철에 준하는 3개의 스카이트레인 (Skytrain) 노선이 존재한다. 이중 엑스포 노선(Expo Line)과 밀레니엄 노선(Millennium Line)은 메트로 밴쿠버를 선회하며 2010년 동계 올림픽을 기해 완공된 캐나다 노선(Canada Line)은 밴쿠버 국제공항과 주요 버스 정류장을 남쪽에서 북쪽으로 이어주는 역할을 한다. 밴쿠버 국제공항은 캐나다에서 2번째로 바쁜 공항이며, 비교적 아시아에서 가까운 거리로 인해 아시아로 향하는 항공 교통의 중심지이다.

## 주민
영국계가 가장 많고, 독일계, 이탈리아계, 프랑스계의 주민들도 산다. 캐나다에서 탄광의 노동자로 파견된 소작농 출신 중국인들이 가장 많이 사는 도시로, 밴쿠버의 차이나타운은 북아메리카에서 샌프란시스코에 이어 2번째로 큰 중국인 거리이다. 또한 북아메리카 전체에서 아시아계 인종 비율이 가장 높은 다문화 도시다.

## 스포츠
메이저 리그 축구 팀인 밴쿠버 화이트캡스 FC와 밴쿠버 화이트캡스 레지던시가 있다. NHL 북미 아이스하키리그의 아이스하키 하키팀으로 밴쿠버 캐넉스 팀이 있다. 밴쿠버에서는 밴쿠버 캐넉스팀이 가장 유명하며 NHL에서 우승 트로피를 한번도 들어보지 못했음에도 인기가 많은 스포츠 팀으로 유일하게 흑자를 내는 팀이기도 하다. 마이너리그 야구팀으로 밴쿠버 캐나디안스가 있다.

### 2010년 동계 올림픽
2010년 밴쿠버 동계 올림픽 경기는 1976년 하계 올림픽, 1988년 동계 올림픽에 이어 캐나다가 3번째로 개최한 올림픽 경기였다. 2010년 동계 올림픽은 2010년 2월 12일 개막식을 시작으로 2월 28일 폐막식까지 밴쿠버, 리치먼드와 휘슬러에서 7개 종목 86개의 경기가 열렸다. 캐나다는 14개의 금메달을 획득하여 가장 많은 수의 금메달을 획득하였고, 미국은 37개의 메달을 획득하여 가장 많은 수의 메달을 획득하였다.

## 산
- 사이프레스 산
- 시모어 산(Mount Seymour)
- 그라우스 산

## 기후
| 밴쿠버 국제공항 (리치먼드)의 기후                                                           | 밴쿠버 국제공항 (리치먼드)의 기후 | 밴쿠버 국제공항 (리치먼드)의 기후 | 밴쿠버 국제공항 (리치먼드)의 기후 | 밴쿠버 국제공항 (리치먼드)의 기후 | 밴쿠버 국제공항 (리치먼드)의 기후 | 밴쿠버 국제공항 (리치먼드)의 기후 | 밴쿠버 국제공항 (리치먼드)의 기후 | 밴쿠버 국제공항 (리치먼드)의 기후 | 밴쿠버 국제공항 (리치먼드)의 기후 | 밴쿠버 국제공항 (리치먼드)의 기후 | 밴쿠버 국제공항 (리치먼드)의 기후 | 밴쿠버 국제공항 (리치먼드)의 기후 | 밴쿠버 국제공항 (리치먼드)의 기후 |
| 월                                                                                          | 1월                               | 2월                               | 3월                               | 4월                               | 5월                               | 6월                               | 7월                               | 8월                               | 9월                               | 10월                              | 11월                              | 12월                              | 연간                              |
| ------------------------------------------------------------------------------------------- | --------------------------------- | --------------------------------- | --------------------------------- | --------------------------------- | --------------------------------- | --------------------------------- | --------------------------------- | --------------------------------- | --------------------------------- | --------------------------------- | --------------------------------- | --------------------------------- | --------------------------------- |
| 역대 최고 기온 °C (°F)                                                                      | 15.3 (59.5)                       | 18.4 (65.1)                       | 20.0 (68.0)                       | 26.1 (79.0)                       | 30.4 (86.7)                       | 33.3 (91.9)                       | 34.4 (93.9)                       | 33.3 (91.9)                       | 30.0 (86.0)                       | 25.0 (77.0)                       | 23.3 (73.9)                       | 15.0 (59.0)                       | 34.4 (93.9)                       |
| 일평균 최고 기온 °C (°F)                                                                    | 6.8 (44.2)                        | 7.9 (46.2)                        | 10.1 (50.2)                       | 13.1 (55.6)                       | 16.9 (62.4)                       | 19.6 (67.3)                       | 22.4 (72.3)                       | 22.4 (72.3)                       | 19.1 (66.4)                       | 13.5 (56.3)                       | 9.3 (48.7)                        | 6.6 (43.9)                        | 14.0 (57.2)                       |
| 일일 평균 기온 °C (°F)                                                                      | 4.1 (39.4)                        | 4.7 (40.5)                        | 6.7 (44.1)                        | 9.4 (48.9)                        | 13.0 (55.4)                       | 15.8 (60.4)                       | 18.2 (64.8)                       | 18.2 (64.8)                       | 15.2 (59.4)                       | 10.3 (50.5)                       | 6.4 (43.5)                        | 3.9 (39.0)                        | 10.5 (50.9)                       |
| 일평균 최저 기온 °C (°F)                                                                    | 1.4 (34.5)                        | 1.5 (34.7)                        | 3.3 (37.9)                        | 5.7 (42.3)                        | 9.0 (48.2)                        | 11.9 (53.4)                       | 13.9 (57.0)                       | 14.0 (57.2)                       | 11.2 (52.2)                       | 7.0 (44.6)                        | 3.6 (38.5)                        | 1.2 (34.2)                        | 7.0 (44.6)                        |
| 역대 최저 기온 °C (°F)                                                                      | −17.8 (0.0)                       | −16.1 (3.0)                       | −9.4 (15.1)                       | −3.3 (26.1)                       | 0.6 (33.1)                        | 3.9 (39.0)                        | 6.1 (43.0)                        | 3.9 (39.0)                        | −1.1 (30.0)                       | −6.1 (21.0)                       | −14.3 (6.3)                       | −17.8 (0.0)                       | −17.8 (0.0)                       |
| 평균 강수량 mm (인치)                                                                       | 174.0 (6.85)                      | 90.8 (3.57)                       | 106.4 (4.19)                      | 85.5 (3.37)                       | 59.1 (2.33)                       | 51.1 (2.01)                       | 34.1 (1.34)                       | 36.1 (1.42)                       | 51.9 (2.04)                       | 123.9 (4.88)                      | 174.6 (6.87)                      | 172.2 (6.78)                      | 1,159.5 (45.65)                   |
| 평균 강우량 mm (인치)                                                                       | 162.1 (6.38)                      | 84.6 (3.33)                       | 104.1 (4.10)                      | 85.2 (3.35)                       | 59.1 (2.33)                       | 51.1 (2.01)                       | 34.1 (1.34)                       | 36.1 (1.42)                       | 51.9 (2.04)                       | 123.7 (4.87)                      | 171.2 (6.74)                      | 155.8 (6.13)                      | 1,119.2 (44.06)                   |
| 평균 강설량 cm (인치)                                                                       | 12.3 (4.8)                        | 4.5 (1.8)                         | 2.6 (1.0)                         | 0.1 (0.0)                         | 0.0 (0.0)                         | 0.0 (0.0)                         | 0.0 (0.0)                         | 0.0 (0.0)                         | 0.0 (0.0)                         | 0.1 (0.0)                         | 3.2 (1.3)                         | 13.9 (5.5)                        | 36.6 (14.4)                       |
| 평균 강수일수 (≥ 0.2 mm)                                                                    | 20.0                              | 15.5                              | 17.6                              | 15.3                              | 12.7                              | 11.6                              | 6.2                               | 6.4                               | 8.6                               | 15.4                              | 19.6                              | 20.5                              | 169.5                             |
| 평균 강우일수 (≥ 0.2 mm)                                                                    | 18.8                              | 14.7                              | 17.3                              | 15.3                              | 12.7                              | 11.6                              | 6.2                               | 6.4                               | 8.6                               | 15.4                              | 19.3                              | 19.7                              | 166.0                             |
| 평균 강설일수 (≥ 0.2 cm)                                                                    | 2.7                               | 1.2                               | 0.84                              | 0.12                              | 0.0                               | 0.0                               | 0.0                               | 0.0                               | 0.0                               | 0.04                              | 0.64                              | 1.9                               | 7.4                               |
| 평균 상대 습도 (%)                                                                          | 81.1                              | 74.8                              | 70.1                              | 65.7                              | 63.7                              | 62.0                              | 61.2                              | 62.2                              | 67.9                              | 76.2                              | 80.0                              | 81.9                              | 70.6                              |
| 평균 월간 일조시간                                                                          | 60.2                              | 91.0                              | 134.8                             | 185.0                             | 222.5                             | 226.9                             | 289.8                             | 277.1                             | 212.8                             | 120.7                             | 60.4                              | 56.5                              | 1,937.5                           |
| 가능 일조율                                                                                 | 22.3                              | 31.8                              | 36.6                              | 45.0                              | 46.9                              | 46.8                              | 59.3                              | 62.1                              | 56.1                              | 36.0                              | 21.9                              | 22.0                              | 40.6                              |
| 출처: 캐나다 환경기후변화부 (평년값: 1991년~2020년, 극값: 1898년~현재, 일조: 1981년~2010년) |                                   |                                   |                                   |                                   |                                   |                                   |                                   |                                   |                                   |                                   |                                   |                                   |                                   |

## 거주자 =
- 이휘재와 아내와 아들들

## 자매 도시
아래는 밴쿠버의 자매결연 도시이다.
- 우크라이나 오데사 (1944)
- 일본 요코하마시 (1965)
- 스코틀랜드 에든버러 (1978)
- 중화인민공화국 광저우시 (1985)
- 미국 로스앤젤레스 (1986)